# Naotake Hanyū
Naotake Hanyū (jap. 羽生 直剛, Hanyū Naotake; * 22. Dezember 1979 in Chiba, Präfektur Chiba) ist ein japanischer ehemaliger Fußballspieler.

## Karriere

### Verein
Während seiner Jugend spielte Hanyū von 1995 bis 1997 für die Yachiyo High School und von 1998 bis 2001 bei der Universität Tsukuba.
Der 1,67 große Mittelfeldspieler begann seine Profikarriere im Jahr 2002 bei JEF United Ichihara Chiba, bei dem er für fünf Jahre unter Vertrag stand. Für den Verein absolvierte er 165 Ligaspiele und erzielte dabei 25 Tore. Seine nächste Station war der FC Tokyo, bei dem er ebenfalls für fünf Jahre aktiv war. In 123 Ligaspielen traf er zehnmal. Nach diesen fünf Spielzeiten wechselte er 2013 zu Ventforet Kofu und spielte 20-mal in der Liga, ohne ein Tor zu erzielen. Danach stand er wieder beim FC Tokyo unter Vertrag und bestritt 2014 21 Ligaspiele für den Klub.

### Nationalmannschaft
Von 2006 bis 2008 war Hanyū Teil der japanischen Fußballnationalmannschaft, für die er 17 Länderspiele bestritt.